# Фернандес, Артуро
Арту́ро «Манко» Ферна́ндес Мейса́н (исп. Arturo «Manco» Fernández Meyzán; 3 февраля 1906, Сан-Висенте-де-Каньете — 27 ноября 1999, Лима) — перуанский футболист, защитник сборной Перу. Вместе со своим братом Теодоро Фернандесом выступал в 1930-е годы в клубе «Университарио». По окончании карьеры футболиста успешно работал тренером, неоднократно приводил «Университарио» к чемпионскому титулу, тренировал сборную Перу.

## Биография
Артуро Фернандес родился в 1906 году на ферме Уалькара, которая находилась в Каньете. Он был старшим из 8 детей в семье отца Томаса Фернандеса Сиснероса и матери Раймунды Мейсан. В 1926 году он стал выступать за столичную команду «Сиклиста», позже, в 1930 году, он перешёл с младшим братом Теодоро в «Университарио». Вместе они выиграли в составе «Университарио» 2 чемпионата Перу, а в составе сборной — Боливарианские игры в 1938 году и чемпионат Южной Америки годом позже. Также Артуро был в заявке на первом чемпионате мира 1930 года в Монтевидео, однако на поле не выходил. В 1936 году Артуро стал участником Олимпийских игр в Берлине. Артуро, по прозвищу Манко («Ловкий»), завершил карьеру игрока в 1940 году.
Уже в 1941 году Артуро возглавил «Университарио» в качестве тренера. В основе команды к тому моменту выступал ещё один брат, нападающий Эдуардо Фернандес. Тренер Артуро, и футболисты Теодоро и Эдуардо Фернандесы вместе выиграли ещё три титула чемпионов Перу — в 1941, 1945 и 1946 года. После того, как Эдуардо уехал в «Велес Сарсфилд», тренер Артуро и нападающий Эдуардо выиграли ещё один титул чемпионов Перу 1949 года. В 1948—1950, а также в 1956 году Артуро Фернандес возглавлял сборную Перу.
Артуро Фернандес умер 27 ноября 1999 года в Лиме.

## Достижения

### Как игрок
- Чемпион Перу (2): 1934, 1939
- Чемпион Боливарианских игр: 1938
- Чемпионат Южной Америки: 1939

### Как тренер
- Чемпион Перу (4): 1941, 1945, 1946, 1949